# Karabinek AKM
AKM (ros. Aвтомат Калашникова модернизированный, Awtomat Kałasznikowa modiernizirowannyj) – radziecki karabinek automatyczny będący zmodernizowaną wersją karabinka AK.

## Historia
W 1949 r. do uzbrojenia Armii Radzieckiej przyjęto karabinek AK. W następnych latach produkowano kolejne wersje tego karabinka różniące się rodzajem komory zamkowej. Pierwsze serie posiadały komorę zamkową tłoczoną, później z powodu trudności z opanowaniem tej technologii przez zakłady w Iżewsku powstały dwa typy komór zamkowych frezowanych.
W 1956 r. rozpoczęto produkcję kolejnej wersji AK, oznaczonej jako AKM. Tym razem zmiany były większe i obejmowały:
- ponowne zastosowanie tłoczonej komory zamkowej,
- uproszczono sposób mocowania lufy w obsadzie (zamiast połączenia gwintowego zastosowano kołkowanie),
- łoże (dodano występy chwytne),
- pokrywę komory zamkowej (dodano trzy przetłoczenia zwiększające sztywność),
- mechanizm spustowy (dodano opóźniacz kurka zmniejszający rozrzut przy ogniu ciągłym),
- zmniejszenie masy suwadła,
- zastosowanie nowego bagnetu (6H3 lub 6H4),
- mechanizm powrotny, rurę i komorę gazową,
- zmieniono podziałkę nastaw celownika z 800 m (jak w karabinku AK) na podziałkę do 1000 m (karabinek AKM).

Jednocześnie z AKM rozpoczęto produkcję wersji wyposażonej w kolbę składaną – AKMS. W następnych latach AKM stał się podstawową indywidualną bronią długą Armii Radzieckiej. Produkcję licencyjną tego karabinka uruchomiono w większości krajów Układu Warszawskiego (w Polsce w 1965 r. jako 7,62 mm karabinek AKM (AKMŁ) i AKMS (AKMSN)). W większości z nich powstały lokalne odmiany, często posiadające cechy zarówno AK, jak i AKM. AKM i jego odmiany należą do najbardziej rozpowszechnionych wersji karabinka Kałasznikowa. Od 1976 r. AKM zaczął być zastępowany w roli podstawowego karabinka Armii Radzieckiej przez AK-74 (zasilany małokalibrową amunicją 5,45 × 39 mm). Obecnie podstawowym karabinkiem Sił Zbrojnych Federacji Rosyjskiej jest AK-74M (zmodernizowany AK-74), jednak karabinki AKM nadal pozostają na jej wyposażeniu.

## Wersje
- AKM – wersja podstawowa z kolbą stałą.
  - AKMS – wersja z kolbą składaną.
- AKMP – wersja AKM z trytowymi źródłami światła na przyrządach celowniczych.
  - AKMSP – AKMP z kolbą składaną.
- AKMŁ – wersja AKM z bocznym montażem przeznaczonym do montażu celownika noktowizyjnego i szczelinowym tłumikiem płomienia.
  - AKMSN – AKMŁ z kolbą składaną.
  - AKMŁP – AKMŁ z trytowymi źródłami światła.
    - AKMSNP – AKMŁP z kolbą składaną.
- Radom-Hunter – produkowana w Radomiu samopowtarzalna wersja AKM na rynek cywilny.
- STAM-99 – produkowana w Radomiu samopowtarzalna wersja AKMS dla agencji ochrony osób i mienia.

Na bazie AKM skonstruowano również ręczny karabin maszynowy RPK.

## Opis
AKM jest bronią automatyczną (samoczynno-samopowtarzalną). Zasada działania jest oparta na odprowadzaniu części gazów prochowych przez boczny otwór lufy (przewód skośny) łączący komorę gazową z przewodem lufy, z długim ruchem tłoka gazowego. AKM strzela z zamka zamkniętego. Zamek ryglowany przez obrót. Mechanizm uderzeniowy kurkowy, mechanizm spustowy z przełącznikiem rodzaju ognia. Dźwignia przełącznika rodzaju ognia pełni jednocześnie rolę bezpiecznika oraz osłonę komory zamkowej w pozycji zabezpieczonej.
AKM jest bronią zasilaną standardowo z magazynków 30-nabojowych. Możliwe jest również stosowanie magazynków o innej pojemności (na przykład 40 lub 75-nabojowych z RPK).
Lufa gwintowana (czterokrotny gwint lewoskrętny), w większości egzemplarzy zakończona urządzeniem wylotowym pełniącym rolę osłabiacza podrzutu.
AKM wyposażony jest w chwyt pistoletowy i łoże. Kolba stała (AKM) lub składana pod spód broni (AKMS). Przyrządy celownicze mechaniczne (celownik krzywkowy ze szczerbinką, nastawy do 1000 m).

## Galeria

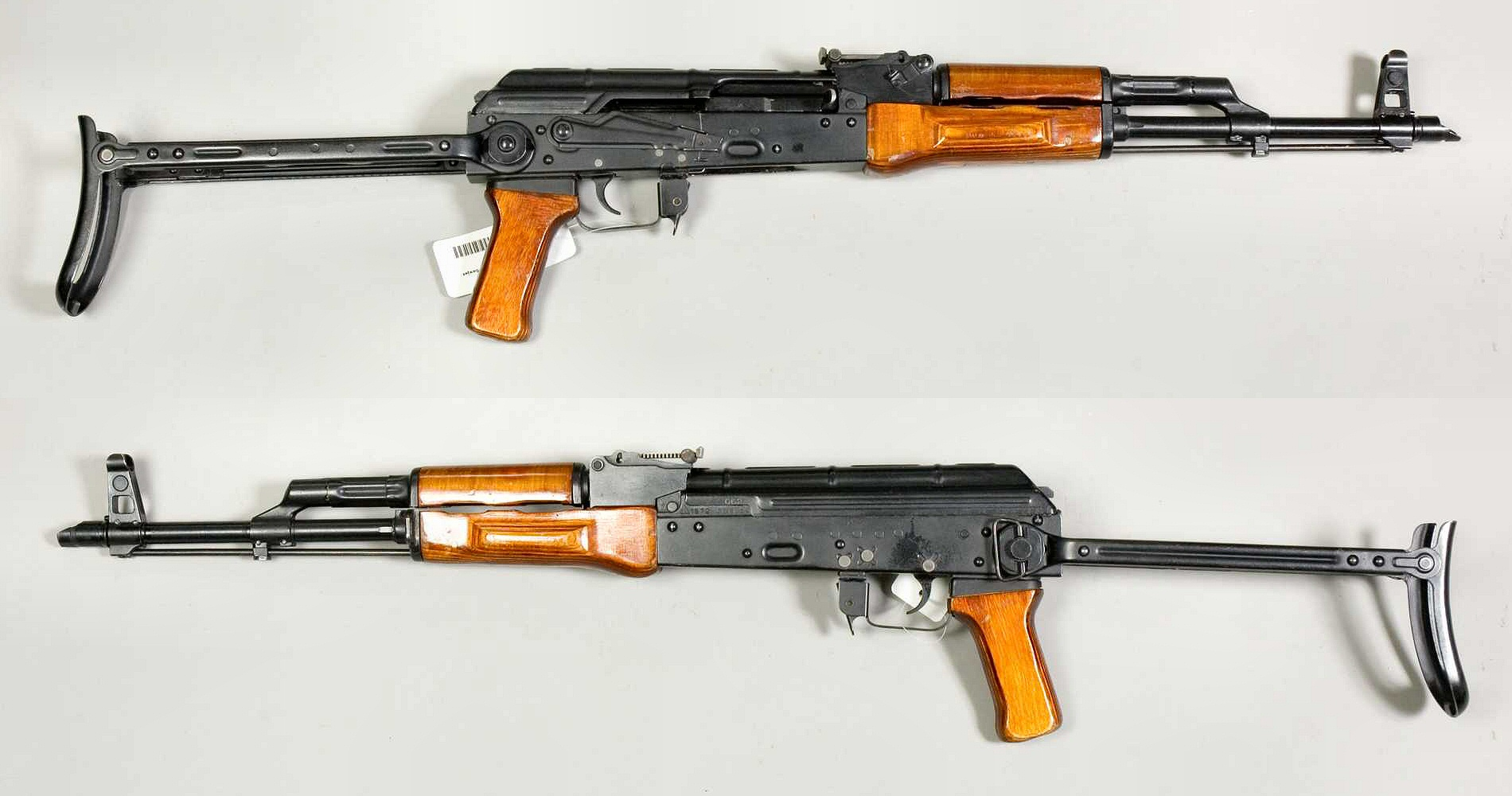
AKMS
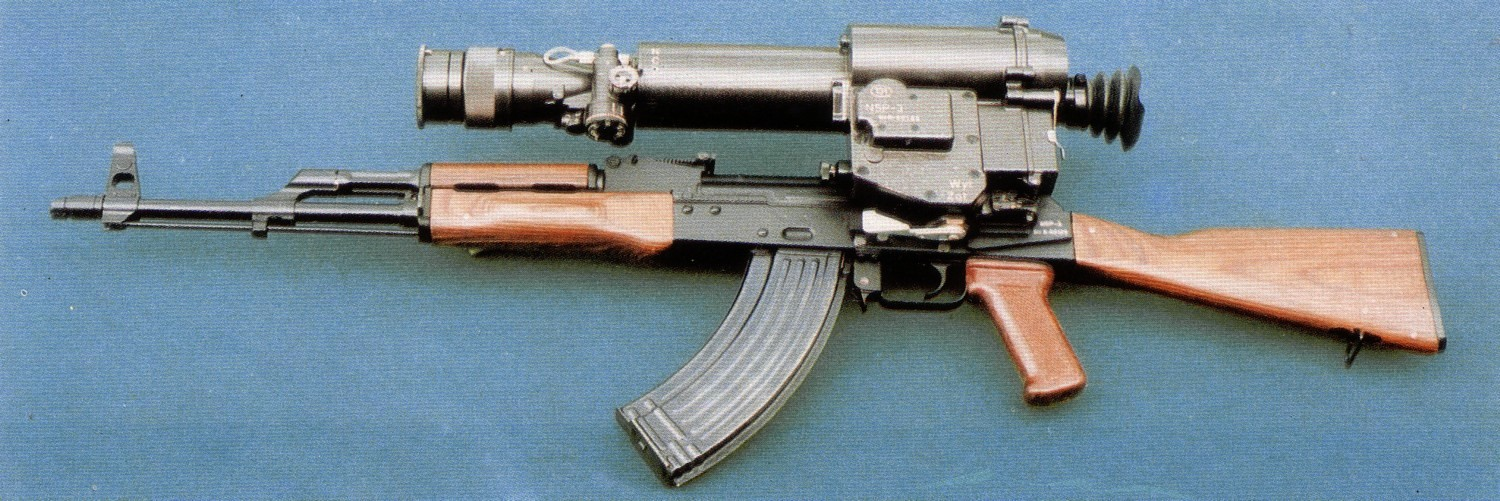
AKMŁ z celownikiem noktowizyjnym NSP-3
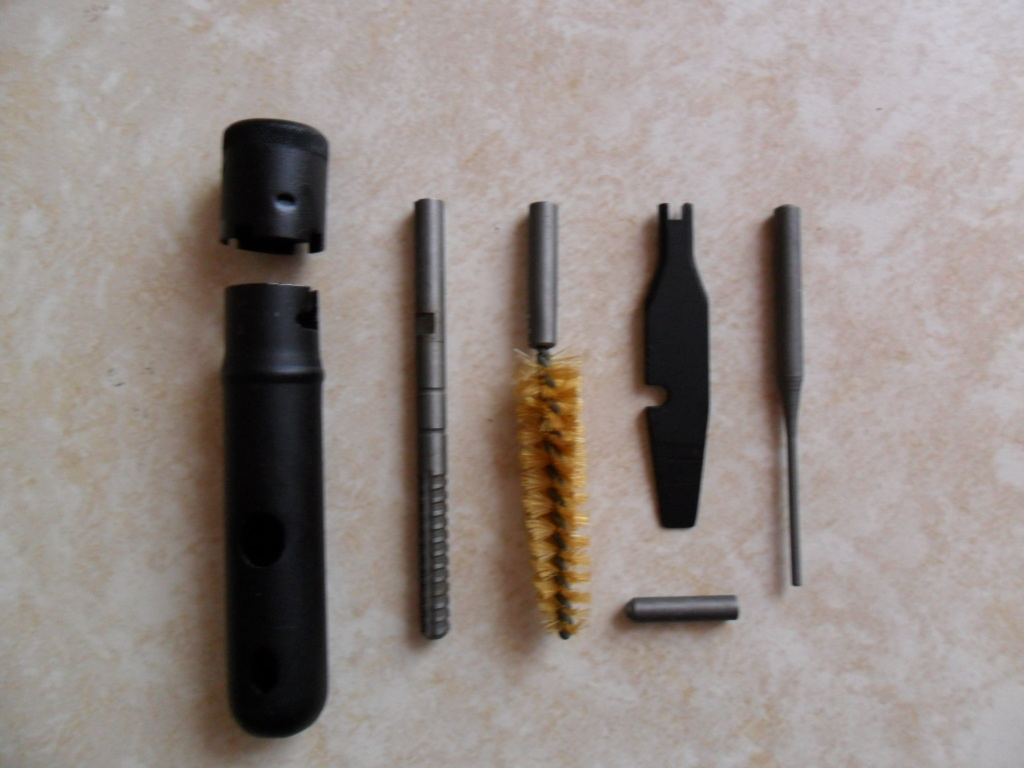
Przybornik do broni strzeleckiej
- Instrukcja dotycząca AKM